# Autofocus à mesure de contraste
L'autofocus à mesure de contraste est un autofocus TTL (through the lens) passif qui fonctionne par « tâtonnement ». Il a besoin de moins d'espace que les autofocus actifs et est en général plus précis.
L'AF à mesure de contraste équipe actuellement surtout les compacts (les reflex et bridge sont maintenant dotés le plus souvent d'autofocus à corrélation de phase). Ce système d'autofocus est très répandu.

## Principe de l'AF à mesure de contraste

### Cas des appareils reflex (ou SLR en anglais)
Le système fonctionne avec trois capteurs (cf. figure).
Lorsque l'image se forme :

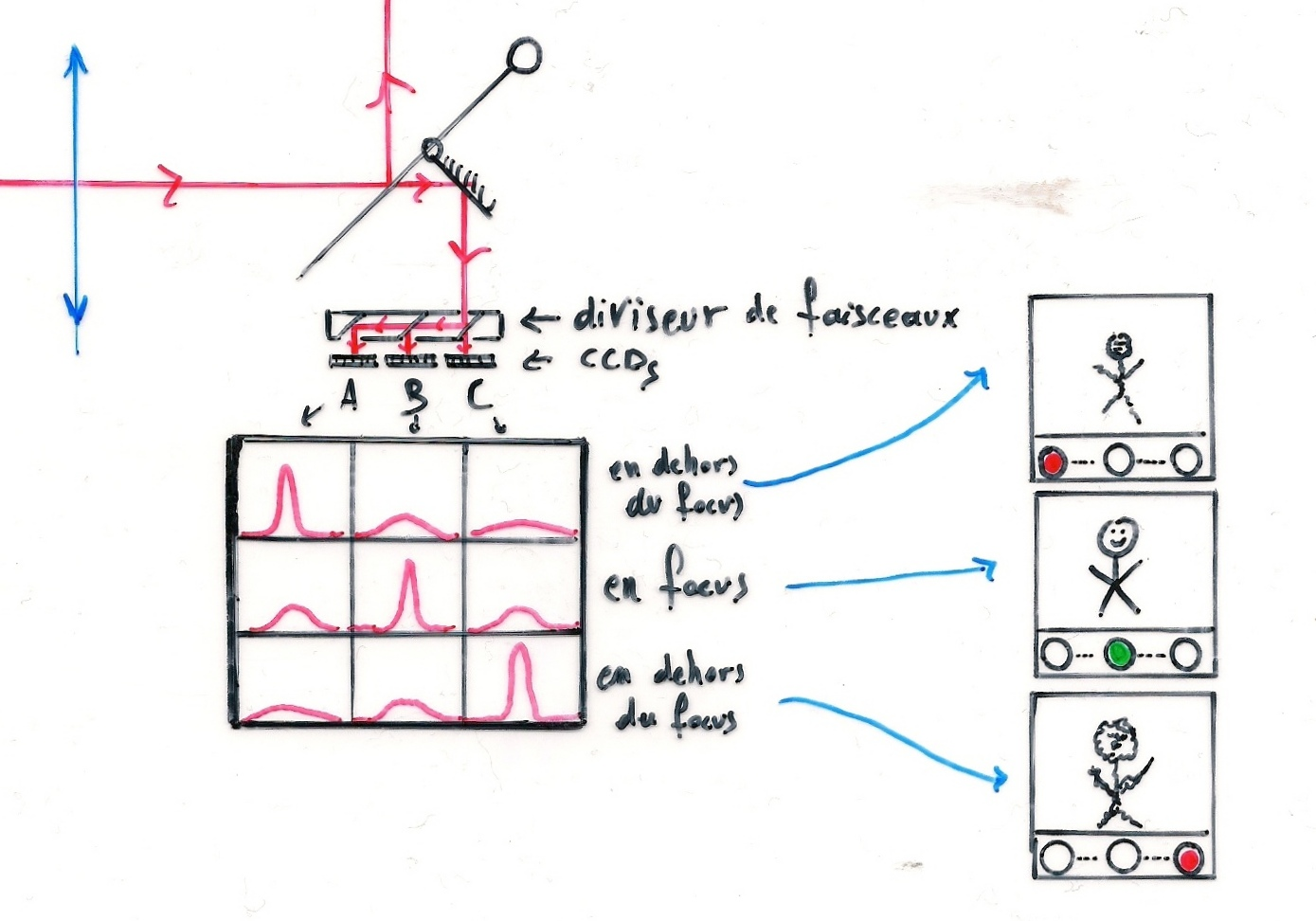
Système reflex couplé à trois capteurs CCD

- derrière le capteur, le signal est alors plus intense sur le capteur A, il faudra avancer l'objectif ;
- sur le capteur (mise au point effectuée) l'image sera plus intense sur le CCD central B (le capteur B est à la même distance du miroir que le film au miroir ;
- devant le capteur, le CCD C reçoit un signal plus intense, il faudra reculer la lentille.

Dans la fenêtre de visée se trouve une partie réservée à l'autofocus, il y a trois petits points.
Si le rouge de gauche s'allume, c'est qu'il faut avancer l'objectif.
Si le vert du milieu s'allume, c'est focalisé.
La distance de l'objectif au sujet n'est pas calculée, il faut en quelque sorte tâtonner pour faire la mise au point.

### Cas des compacts
Sur les autofocus des compacts, ce tâtonnement est automatisé.
Cet autofocus s'appuie sur le fait que plus une image est floue, moins elle est contrastée.
Deux pixels voisins recevront donc le même signal lumineux si l'image n'est pas nette.
Plus l'image sera nette, plus le contraste sera grand, plus les pixels voisins recevront un signal différent.
C'est par tâtonnement entre ces positions de flou au niveau des pixels qui déterminera la mise au point.
Ce dernier système est très généralisé mais est moins précis par sa nature de tâtonnement par rapport au système autofocus à détection de phase.